# Rhynchozoon solidum
Rhynchozoon solidum är en mossdjursart som beskrevs av Osburn 1914. Rhynchozoon solidum ingår i släktet Rhynchozoon och familjen Phidoloporidae.
Artens utbredningsområde är Mexikanska golfen. Inga underarter finns listade i Catalogue of Life.